# Hangsorok ábrázolása betűkkel és választójelekkel
A hétfokú hangsorokat (skálákat, hanglétrákat) tizenkétfokúan szemlélteti ez az ábrázolási mód. A tizenkét fok (félhang) mindegyikéhez pontosan egy hely tartozik.
Jól felhasználható:
- a hangok távolságának leolvasásához egy skálán belül, és
- a különböző hangsorok összevetésére.

Példaként a C-dúr ábrázolása:
```
...C-d-ef-g-a-hC-d-ef-g-a-hC-d-ef-g-a-hC...
```

## Leírás
Ha egy skála (hangsor, hanglétra) hangjait csak egyszerűen felsoroljuk, akkor nem látjuk képszerűen, milyen távolságra vannak az egyes hangok egymástól.
Az itt bemutatott ábrázolási mód a tizenkétfokú hanglétra minden fokához, azaz minden „félhang” lépéshez rendel egy-egy helyet.
Az ábrázolandó hétfokú hangsor hangjait a szokott egybetűs hangmegnevezés ( „c d e f g a h” , „d r m f s l t” ) vagy pedig „x o +” stb. jelöli.
A tizenkétfokú skálának az adott hangsorban részt nem vevő hangjait egy-egy választójel vagy aláhúzás képviseli.
A példák különösebb rendszer nélkül következnek egymás után.
Céljuk mindössze annak bemutatása, hogyan lehet ezt az ábrázolási módot haszonnal alkalmazni.

### Példa: Azongorafehér billentyűi
```
…-xx-x-x-xx-x-xx-x-x-xx-x-xx-x-x-xx-x-xx-x-…
…_ef_g_a_hc_d_ef_g_a_hc_d_ef_g_a_hc_d_ef_g_…
```

## Alaphang, számozás
A hangsor alaphangját vagy nagybetűvel hangsúlyozzuk, vagy pedig az 1-es, esetleg a 8-as számmal jelöljük. Az is egy lehetőség, hogy az egyes fokokat végigszámozzuk.

### Példa: A moll skála
```
…-x-xx-x-
8
-xx-x-xx-x-
8
-xx-x-xx-x-
8
-xx-  (
moll
)
…-x-xx-x-
1
-xx-x-xx-x-
1
-xx-x-xx-x-
1
-xx-  (
moll
)
…-4-56-7-
1
-23-4-56-7-
1
-23-4-56-7-
1
-23-  (
moll
)
…_d_ef_g_
A
_hc_d_ef_g_
A
_hc_d_ef_g_
A
_hc_ (a-moll)
```

## Hanglétrák összehasonlítása
Ha az összehasonlítandó hangsorok alaphangjai vagy más jellegzetes helyei egymás fölé kerülnek, akkor a hasonlóságok illetve eltérések képszerűvé válnak.

### Példa: A kisterc és a nagyterc
Az első és a harmadik hang távolsága a dúr hangsorban nagyobb, mint a moll skálában ( nagyterc és kisterc ).
```
            
1
-2
3

            
A
_h
c_
d_ef_g_A    (a-
moll
)
            
C
_d
_e
f_g_a_hC    (C-
dúr
)
            
1
-2-
3
```

### Példa: Az egyházi (modális) hangnemek
Az egyházi (modális) hangsorokat lejátszhatjuk a zongora fehér billentyűin:
```
   …-h
C
-d-ef-g-a-h
C
-d-ef-g-a-h… (C-
jón modus
 = C-
dúr
)
   …-hc-
D
-ef-g-a-hc-
D
-ef-g-a-h… (d-
dór modus
)
   …-hc-d-
E
f-g-a-hc-d-
E
f-g-a-h… (e-
fríg modus
)
   …-hc-d-e
F
-g-a-hc-d-e
F
-g-a-h… (F-
líd modus
)
   …-hc-d-ef-
G
-a-hc-d-ef-
G
-a-h… (G-
mixolíd modus
)
   …-hc-d-ef-g-
A
-hc-d-ef-g-
A
-h… (a-
eol modus
 = a-
moll
)
   …-hc-d-ef-g-a-
H
c-d-ef-g-a-
H
… (h-
lokriszi modus
)
```

### Példa: A mi-seberach, a spanyol-zsidó  és az összhangzatos (harmonikus) moll hanglétrák
A mi-seberach hangsor, a spanyol-zsidó és az összhangzatos (harmonikus) moll skálák rokonságban vannak egymással:
```
  …o-1-oo—oo-oo-1-oo—oo-oo-1-oo—oo-oo…  (
mi-seberach hanglétra
)
  …o-o-1o—oo-oo-o-1o—oo-oo-o-1o—oo-oo…  (
spanyol-zsidó hanglétra
)
  …o-o-oo—o1-oo-o-o1—oo-oo-o-o1—oo-oo…  (
összhangzatos (harmonikus) moll
)
```

### Példa: A moll skála és a dór modus összehasonlítása
A hangközök a moll hangsorban és a dór modusú egyházi hangnemben csak egy helyen, a hatodik hangnál térnek el egymástól.
```
   …6-7-8-oo-o-o6-7-8-oo-o-o6-7-8-oo-… (
moll
)
   …-67-8-oo-o-o-67-8-oo-o-o-67-8-oo-… (
dór modus
)
```

### Példa: Nagyszekund
Moll, dúr és a dór modus egyaránt nagyszekunddal kezdődik:
```
 
           1-2         1-2         1-2 (
nagyszekund
)

 
..c_d_ef_g_
A
_
h
c_d_ef_g_
A
_
h
c_d_ef_g_
A
_
h
 (a-
moll
)

 
.._ef_g_a_h
C
_
d
_ef_g_a_h
C
_
d
_ef_g_a_h
C
_
d
 (C-
dúr
)

 
..f_g_a_hc_
D
_
e
f_g_a_hc_
D
_
e
f_g_a_hc_
D
_
e
 (d-
dór modus
)

 
           1-2         1-2         1-2 (
nagyszekund
)
```

## Egyoktávonbelül
Ennek az ábrázolási módnak a segítségével láthatóvá válnak az oktávon belüli szimmetriák:

### Példa: A kvart és a kvint
Jól látható, hogy mind a mollban, mind a dúrban, mind pedig a dór módusú egyházi hangnemben a kvart és a kvint együtt a szimmetria központját képezi.
```
      
1
----
4
-
5
----
8

      
A
_hc_
d
_
e
f_g_
A
  (a-
moll
)
      
C
_d_e
f
_
g
_a_h
C
  (C-
dúr
)
      
D
_ef_
g
_
a
_hc_
D
  (d-
dór
)
      
1
----
4
-
5
----
8
```

 „Alaphang, ennek tiszta-quintje és tiszta-quartja a legtöbb hangsor szilárd hangjai, legfőbb fix pontjai, un. főhangjai, alappillérei; ezeken nyugszanak már a legrégibb, un. pentatonikus hangsorok is, úgyszintén a tetrachord-, hexachord-rendszerek és számos egyházi hangsor.”

### Példa: A dór modus teljes szimmetriája
```
      D_ef_g_a_hc_D  (d-
dór
)
      
O
-oo-o-o-oo-
O

      o-
OO
-o-o-
OO
-o
      o-oo-
O
-
O
-oo-o
```